# Cappadocisch

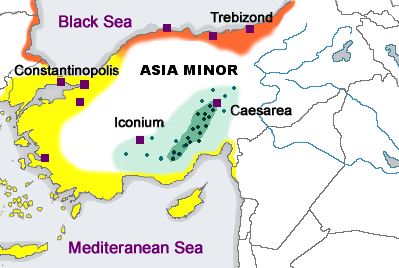
De verspreiding van het Cappadocisch in groen; groene stippen geven individuele Griekse dorpen aan (1910)

Met Cappadocisch wordt een bijna uitgestorven groep Grieks dialecten aangeduid, waarvan sommige evolueerden tot Turks-Griekse mengtalen. De Nederlandse taalkundige Mark Janse stelt dat er geen sprake was van een standaardtaal en dat de aanduiding 'Cappadocisch' vooral een taalkundig construct is. De dialecten werden tot de bevolkingsuitwisseling tussen Turkije en Griekenland van 1924 uitsluitend gesproken in Cappadocië, een regio in Centraal-Anatolië. Daarna zijn ze enkel opgetekend in Griekenland, waar ze vanwege hun Turkse stigma niet in het openbaar werden gebruikt. Het aantal sprekers is in de 21e eeuw afgenomen tot enkele duizenden.

## Van het Byzantijnse Rijk tot 1924
De taal werd oorspronkelijk gesproken in Cappadocië, een deel van het Byzantijnse Rijk waar Grieks de voertaal was, al vanaf de tijd van Alexander de Grote. Hun taal kwam steeds verder onder druk te staan van Turkificering vanaf de 11e eeuw, maar bleef toch tot in de 20e eeuw behouden onder een kleine groep mensen. De taal kent geen schrift, maar er zijn wel enkele beschrijvingen van de taal door Griekse priesters bewaard gebleven.
De taalkundige Richard MacGillivray Dawkins is de enige die in Cappadocië veldwerk verricht heeft, omstreeks 1910. Opmerkend dat de Cappadociërs onderling vaak Turks spraken en dat de vrouwen hun kinderen aanspraken in deze taal, voorspelde hij een spoedig uitsterven van het Cappadocisch.
Het Cappadocisch Grieks heeft kenmerken van Oudgrieks behouden, maar toont ook erg veel Turkse invloeden. Dit komt doordat Centraal-Anatolië al heel vroeg onder Turks bestuur kwam.

## Vanaf 1924 in Griekenland
In de jaren twintig nam het gebruik van het Cappadocisch een dramatische wending in het kielzog van de betrekkingen tussen Turkije en Griekenland. Na het einde van de Grieks-Turkse Oorlog besloot men tot een bevolkingsuitwisseling tussen Griekenland en Turkije. Ongeacht etnische en culturele achtergrond werden islamitische bewoners van Griekenland naar Turkije gedeporteerd en Turkse Grieks-orthodoxen naar Griekenland. Onder de twee miljoen mensen die toen verdreven werden, waren volgens een census uit 1924 40 000 Cappadociërs, waarvan er 17 500 zowel Cappadocisch als Turks spraken. Hun mengtaal klonk de Grieken vooral Turks in de oren en in gebieden die nog recent onder Turks bestuur had gestaan herinnerde het Cappadocisch de Grieken aan hun vroegere bezetters, zodat het Cappadocisch in Griekenland uit de openbaarheid verdween. Niettemin registreerden Griekse etnologen en dialectologen, in veel gevallen onderzoekers zonder taalkundige scholing, restanten van het Cappadocisch. Zij vreesden het einde van diverse Cappadocische dialecten.

## Herontdekking
In 1981 stelde de dialectoloog Nikolaos Kontosopoulos dat het dialect niet meer gesproken werd en dat er amper nog een spreker over was. In de Ethnologue van 2005 is de taal uitgestorven verklaard. In datzelfde jaar ontdekte de Nederlandse taalkundige Mark Janse in Griekenland echter, dat duizenden mensen in drie Griekse dorpjes op het schiereiland Chalkidiki nog Cappadocisch spraken, in een daarvan ook de kinderen. Hun volksverhalen zijn veelal ontleend aan Oosterse verhalen en bevatten zowel christelijke als islamitische elementen. Janse heeft de taal geleerd en constateert dat zijn werk tot trots en bewustzijn over het Cappadocisch erfgoed en tot enige opleving leidt, maar is er niettemin van overtuigd dat de taal met de huidige generatie sprekers zal uitsterven.